# Texoversum LDT
Die Texoversum LDT gGmbH ist eine deutsche Berufsbildungseinrichtung auf dem Gebiet der Textil, Schuh- und Lederwaren mit Sitz in Reutlingen und einem Campus in Nagold.

## Geschichte
Die Lehranstalt des Deutschen Textileinzelhandels (LDT) wurde 1949 auf Schloss Hohenstein gegründet. 1952 zog die LDT nach Nagold in das „Rote Schulhaus“ um. Seit dem letzten Jahrzehnt des 20. Jahrhunderts bot sie ein duales Studienmodell an und integrierte die Bereiche Schuhe und Sport in das Curriculum. Die LDT agierte als private Fachakademie mit privatwirtschaftlichen Abschlüssen. Das Ministerium für Kultus, Jugend und Sport des Landes Baden-Württemberg erkannte sie 2000 als gleichwertig mit öffentlichen Fachschulen im Sinne von § 2 Abs. 2 BAföG an. Hochschulen wie die Steinbeis Hochschule und die FOM erkannten die Abschlüsse an. 2003 wurde die LDT Fachakademie für Textil und Schuhe g GmbH gegründet. Bis 2019 wurden etwa 300 indische Personen an der LDT in Nagold unterrichtet. 2021 übernahm Bettina Grüninger die Geschäftsführung. Im Februar 2023 ist die LDT Fachakademie für Textil und Schuhe g GmbH aufgelöst worden. Vor der Auflösung hatte die Bildungseinrichtung 52 Absolventen verabschiedet. Die Stadt Nagold gab an, dass durchschnittlich 400 Studenten an der LDT studierten.
Im August 2022 wurde die Texoversum LDT gGmbH in Reutlingen gegründet, ein Joint Venture zwischen der Knowledge Foundation @ Reutlingen University und dem Bundesverband des Deutschen Textil-, Schuh- und Lederwareneinzelhandels e. V. (BTE). „Es ist keine Umstrukturierung, es ist eine komplett neue Company mit der Vision, die qualitativ beste Aus- und Weiterbildung im textilen Segment deutschlandweit zu sein und zukünftig den Bachelor am Standort Nagold anzubieten.“

## Campus

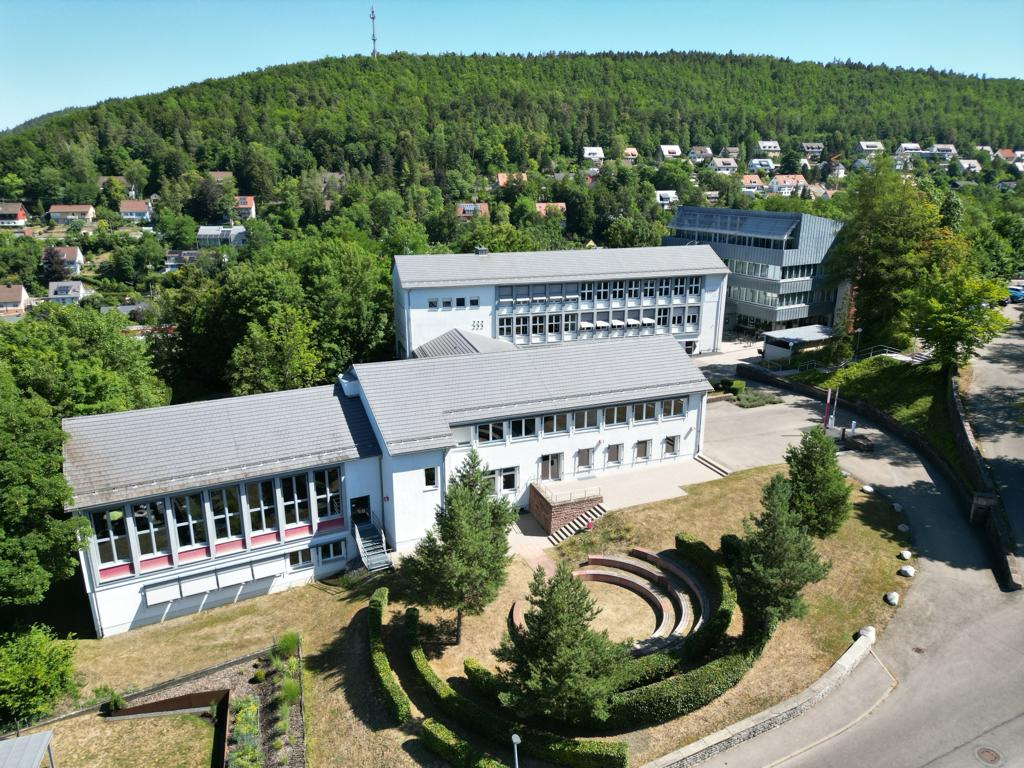
Gesamtübersicht des Campus

Der Campus der Bildungseinrichtung in Nagold, gelegen in der Kernstadt der Stadt, wurde 1957 bezogen. Die Einrichtung startete im selben Jahr mit drei Unterrichtsräumen und einer Aula, wofür 1,375 Millionen DM investiert wurden. Eine bedeutende Erweiterung erfolgte 1972, einschließlich sechs neuer Lehrsaäle, sechs Lehrerzimmern und einer Mensa, mit Baukosten von 2,25 Millionen DM. 1988 wurde der Campus erneut erweitert, diesmal durch eine Aufstockung und einen Anbau, wobei vier Hörsäle und sechs weitere Lehrzimmer hinzugefügt wurden. Bis zum Jahr 2000 unterstützte das Landesgewerbeamt Baden-Württemberg diese Baumaßnahmen mit Zuschüssen in Höhe von insgesamt 1,2 Millionen DM.
Im Jahr 2011 erfolgte die letzte größere Modernisierung vor der Auflösung der LDT Fachakademie für Textil und Schuhe g GmbH, eine Generalüberholung mit einem Investitionsvolumen von 2,7 Millionen Euro. Mit dem Beginn der Texoversum LDT gGmbH wurde auch die Mensa neugestaltet. Die Mensa wird unter dem Namen „Texeria“ von der Dekra betrieben und ist öffentlich zugänglich.
Die Räumlichkeiten werden auch von externen Anbietern genutzt. 2016 bot die Hochschule Pforzheim und Landkreis Calw ein akademisches Weiterbildungsprogramm unter dem Schwerpunkt Digitale Innovation am Standort an.

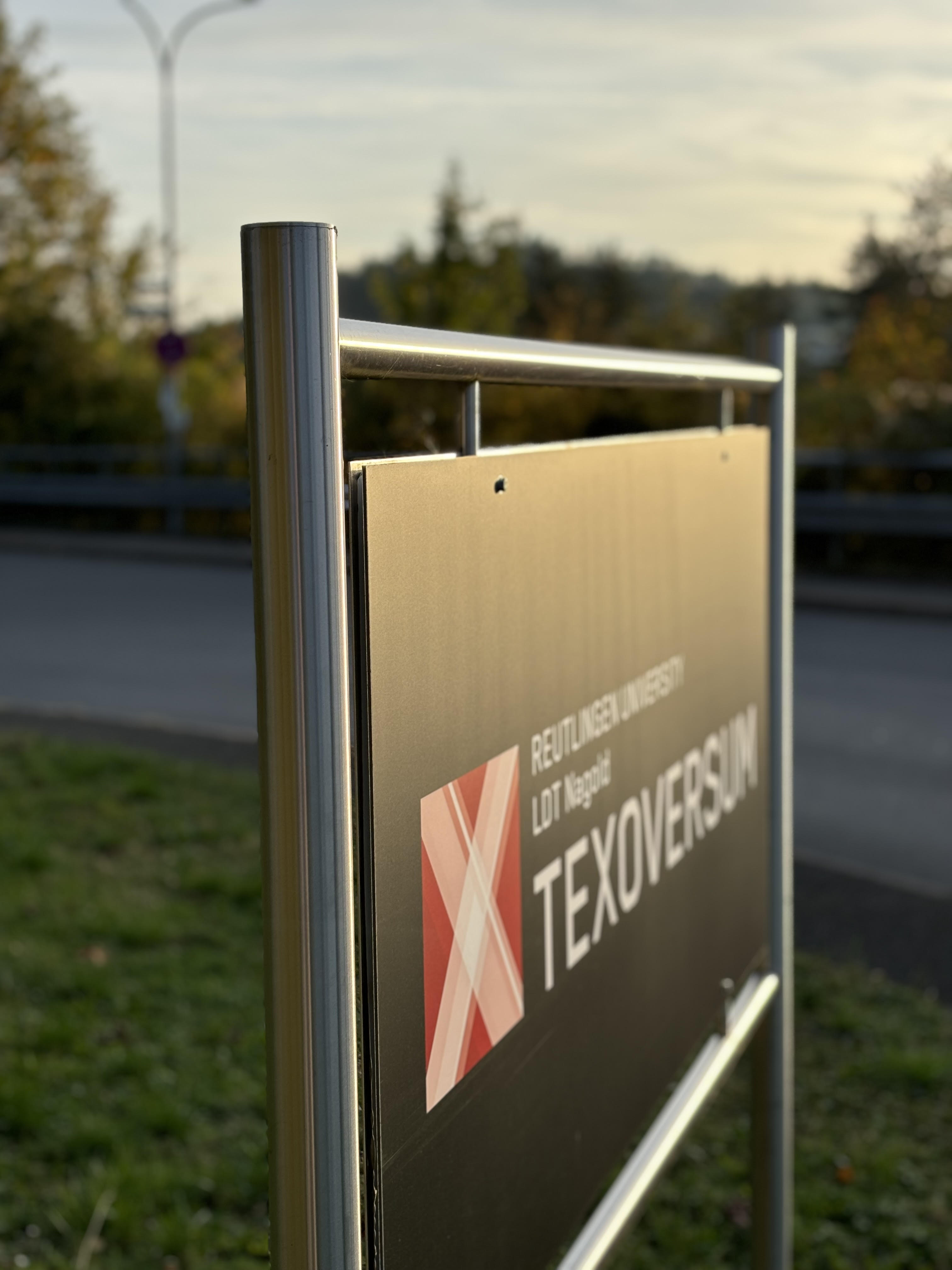
Eingangsschild
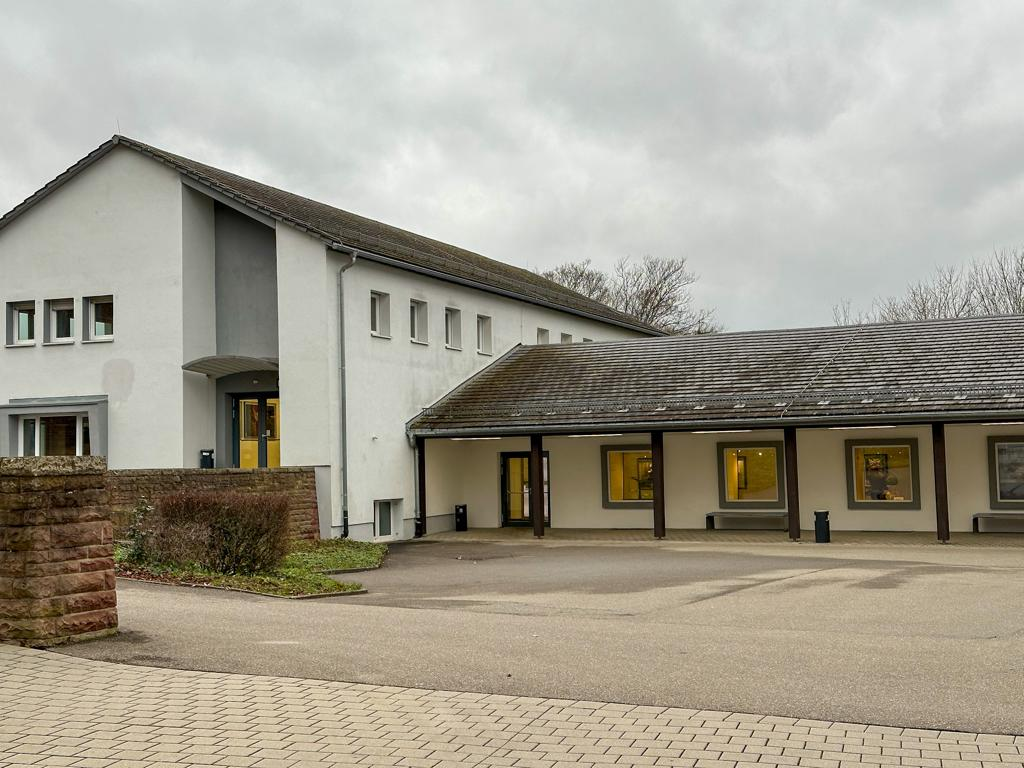
Erster Gebäudeteil in Nagold von 1957
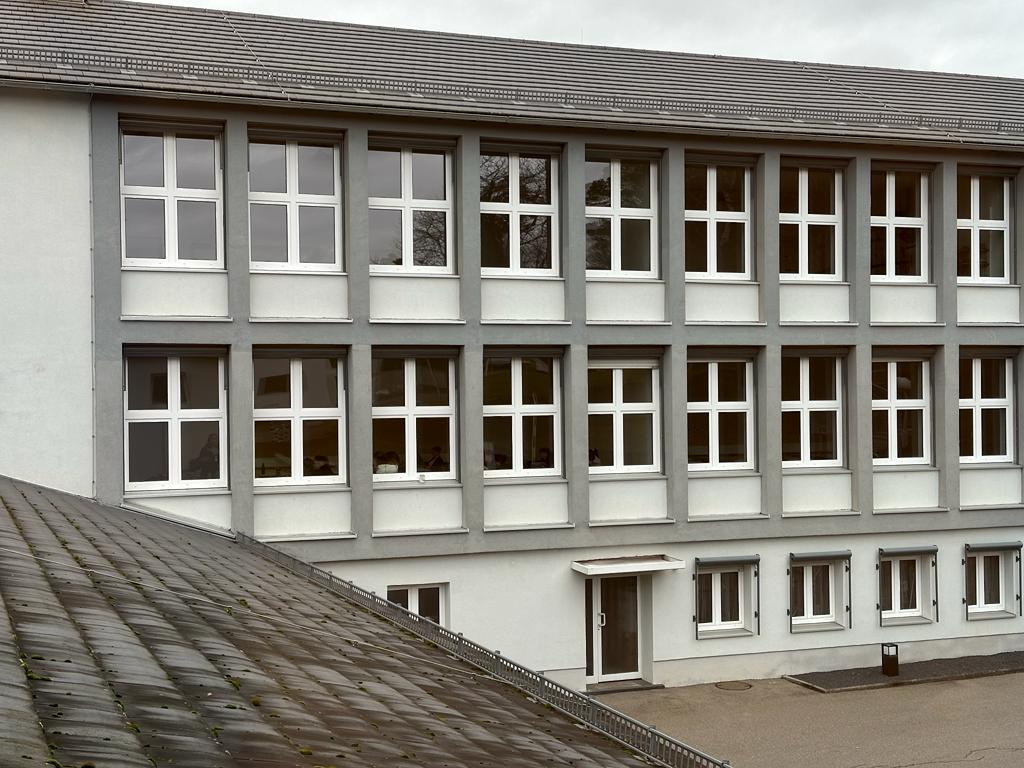
Mittlerer Gebäudeteil
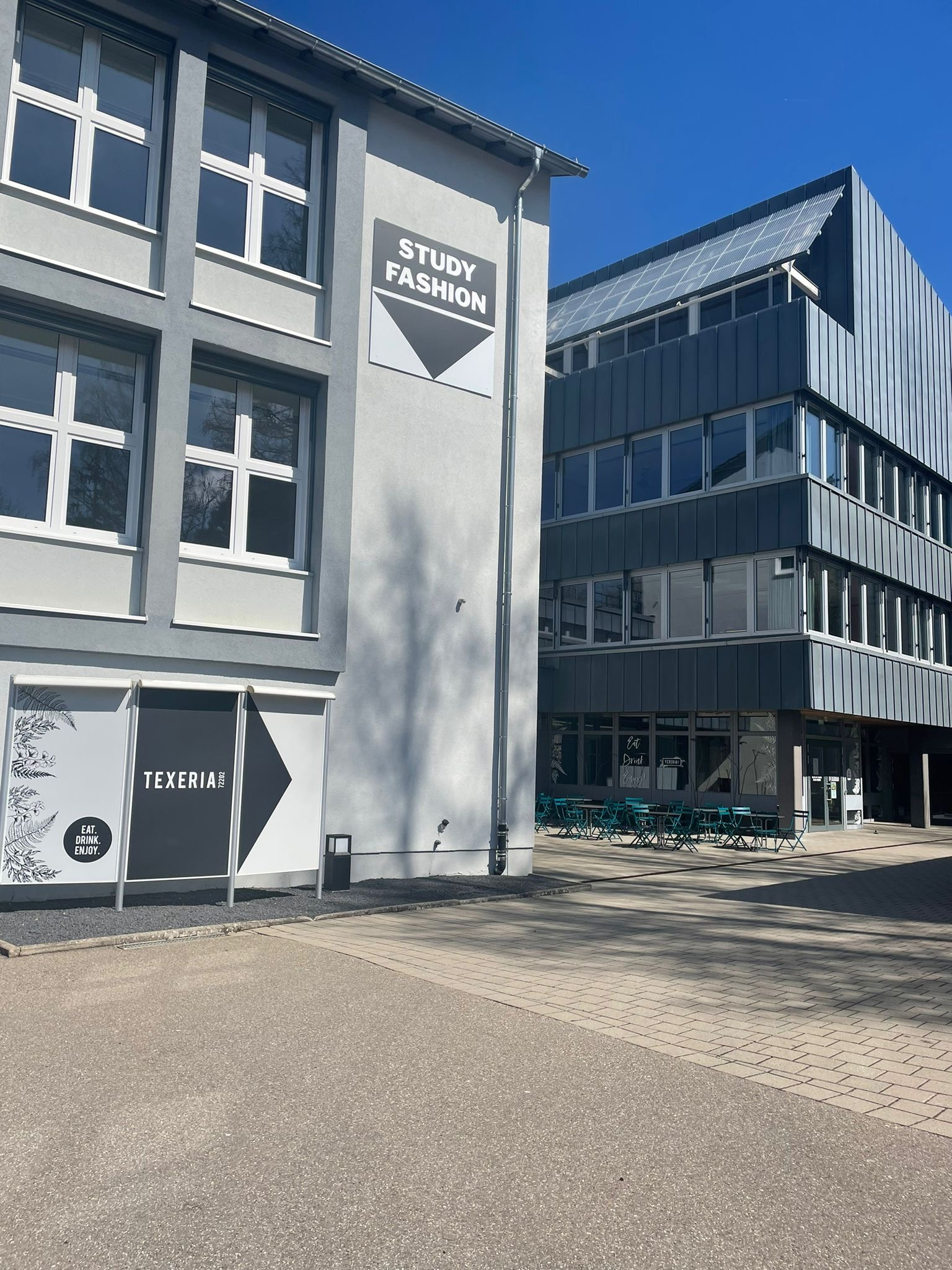
Dritter Gebäudeteil mit Mensa

## Studienprogramme
Die Texoversum LDT gGmbH bietet drei Abschlüsse an: den einrichtungsinternen „Fachwirt TEXOVERSUM LDT“, den Textilbetriebswirt BTE im Vollzeit-Modell, sowie im dualen Modell neben dem Textilbetriebswirt BTE auch einen kaufmännischen Berufsabschluss (IHK). Durch das Absolvieren von zwei weiteren Semestern wird ein Bachelor of Arts im Fashion Management vergeben. Laut Modulhandbuch unterrichten sowohl freie Dozenten als auch Professoren an der Bildungseinrichtung.

## Partnereinrichtungen
- Pearl Academy, Neu-Delhi[27]

## Bekannte Absolventen
- Stephanie zu Guttenberg,[28] Textilbetriebswirtin BTE (Lehranstalt des Deutschen Textileinzelhandels, der Fachakademie für Textil und Schuhe)[29]
- Werner Böck,[30] Textilbetriebswirt BTE, Gründer der deutschen Tochtergesellschaft Marc O’Polo Deutschland
- Karsten Jasper, CDU-Politiker
- Hans Dieler, Textilunternehmer